# Copa Sudamericana 2023
La Copa Sudamericana 2023, denominada oficialmente Copa Conmebol Sudamericana 2023, fue la vigésima segunda edición del torneo organizado por la Conmebol, en la que participan equipos de los diez países afiliados a la confederación: Argentina, Bolivia, Brasil, Chile, Colombia, Ecuador, Paraguay, Perú, Uruguay y Venezuela.
El campeón fue Liga de Quito de Ecuador, que obtuvo su segundo título al vencer al Fortaleza de Brasil por 4-3 en penales, después del empate a 1 en los 120 minutos reglamentarios y suplementarios. Por ello, disputó la Recopa Sudamericana 2024 ante Fluminense, campeón de la Copa Libertadores 2023. Además, clasificó directamente a la fase de grupos de la Copa Libertadores 2024.
La final se disputó en el estadio Domingo Burgueño Miguel de la ciudad de Maldonado, Uruguay, el 28 de octubre de 2023.

## Formato
Para esta edición se aplicaron cambios en la fase preliminar, se eliminó el doble partido y se reemplazó por un partido único, se añadió una fase antes de octavos de final donde los terceros de la fase de grupos de la Copa Libertadores serán transferidos y jugarán contra los segundos de fase de grupos de Copa Sudamericana por un cupo a los octavos de final. Los participantes se distribuyen de la siguiente manera:
- En la primera fase, los equipos de todas las federaciones, excepto Argentina y Brasil, juegan contra un equipo de su mismo país en llaves a partido único con la localía determinada para el primer equipo del cruce que salga sorteado. Los ganadores clasificarán a la fase de grupos, asegurando que al menos dos equipos de cada federación participen en esta instancia.
- Se incluirán en la fase de grupos los equipos de Argentina y Brasil, así como los cuatro equipos eliminados en la tercera fase clasificatoria de la Copa Libertadores 2023. Los ganadores de cada grupo se clasificarán a los octavos de final.
- Los ocho equipos clasificados segundos en la fase de grupos y los ocho terceros de la fase de grupos de la Copa Libertadores 2023, disputarán la eliminatoria de octavos, en partidos de ida y vuelta.[6]
- Los ocho ganadores de la eliminatoria de octavos, clasifican directamente a la fase eliminatoria, donde enfrentarán a los ocho ganadores de la fase de grupos.[6]

|                                      |                                      | Equipos que entran en esta fase                                                       | Equipos que provienen de la fase anterior                                                                     | Equipos transferidos de la Copa Libertadores                             |
| ------------------------------------ | ------------------------------------ | ------------------------------------------------------------------------------------- | --- | ------------------------------------------------------------------------ |
| Primera fase (32 equipos)            | Primera fase (32 equipos)            | - 4 equipos de Bolivia, Chile, Colombia, Ecuador, Paraguay, Perú, Uruguay y Venezuela | |                                                                          |
| Fase de grupos (32 equipos)          | Fase de grupos (32 equipos)          | - 6 equipos de Argentina y 6 equipos de Brasil                                        | - 16 equipos clasificados de la primera fase                                                                  | - 4 equipos perdedores de la fase 3 de la Copa Libertadores              |
| Eliminatoria de octavos (16 equipos) | Eliminatoria de octavos (16 equipos) |                                                                                       | - 8 equipos clasificados segundos de la fase de grupos                                                        | - 8 equipos en tercer lugar de la fase de grupos de la Copa Libertadores |
| Fase eliminatoria (16 equipos)       | Fase eliminatoria (16 equipos)       |                                                                                       | - 8 equipos clasificados primeros de la fase de grupos - 8 ganadores de la eliminatoria de octavos de octavos |                                                                          |

### Distribución de cupos
| País                                      | Cupos | Octavos de final | Eliminatoria de octavos | Fase de grupos | Primera fase |
| ----------------------------------------- | ----- | ---------------- | ----------------------- | -------------- | ------------ |
| Bolivia                                   | 4     | Indefinido       | Indefinido              | 2 ←            | ← 4          |
| Chile                                     | 4     | Indefinido       | Indefinido              | 2 ←            | ← 4          |
| Colombia                                  | 4     | Indefinido       | Indefinido              | 2 ←            | ← 4          |
| Ecuador                                   | 4     | Indefinido       | Indefinido              | 2 ←            | ← 4          |
| Paraguay                                  | 4     | Indefinido       | Indefinido              | 2 ←            | ← 4          |
| Perú                                      | 4     | Indefinido       | Indefinido              | 2 ←            | ← 4          |
| Uruguay                                   | 4     | Indefinido       | Indefinido              | 2 ←            | ← 4          |
| Venezuela                                 | 4     | Indefinido       | Indefinido              | 2 ←            | ← 4          |
| Argentina                                 | 6     | Indefinido       | Indefinido              | 6              | No participa |
| Brasil                                    | 6     | Indefinido       | Indefinido              | 6              | No participa |
| Transferidos de la Copa Libertadores 2023 | 12    | Indefinido       | 8                       | 4              | No participa |
| Fase de grupos                            | —     | 8                | 8                       | —              | No participa |
| Fase anterior                             | —     | 8                | —                       | 16             | No participa |
| Total                                     | 56    | 16               | 16                      | 32             | 32           |

### Calendario
El calendario del torneo fue publicado por la Conmebol el 7 de julio de 2022 y modificado el 19 de diciembre de 2022.
| Fase           | Ronda                   | Fecha de sorteo         | Ida                    | Vuelta             |
| -------------- | ----------------------- | ----------------------- | ---------------------- | ------------------ |
| Clasificatoria | Fase 1                  | 21 de diciembre de 2022 | 7 al 9 de marzo        | 7 al 9 de marzo    |
| Grupos         | Fecha 1                 | 27 de marzo             | 4 al 6 de abril        | 4 al 6 de abril    |
| Grupos         | Fecha 2                 | 27 de marzo             | 18 al 20 de abril      | 18 al 20 de abril  |
| Grupos         | Fecha 3                 | 27 de marzo             | 26 al 28 de abril      | 26 al 28 de abril  |
| Grupos         | Fecha 4                 | 27 de marzo             | 23 al 25 de mayo       | 23 al 25 de mayo   |
| Grupos         | Fecha 5                 | 27 de marzo             | 6 al 8 de junio        | 6 al 8 de junio    |
| Grupos         | Fecha 6                 | 27 de marzo             | 27 al 29 de junio      | 27 al 29 de junio  |
| Eliminatoria   | Eliminatoria de octavos | No hay sorteo           | 11 al 13 de julio      | 18 al 21 de julio  |
| Eliminatoria   | Octavos de final        | 5 de julio              | 1 al 3 de agosto       | 8 al 10 de agosto  |
| Eliminatoria   | Cuartos de final        | 5 de julio              | 22 al 24 de agosto     | 29 al 31 de agosto |
| Eliminatoria   | Semifinales             | 5 de julio              | 26 al 28 de septiembre | 3 al 5 de octubre  |
| Eliminatoria   | Final                   | 5 de julio              | 28 de octubre          | 28 de octubre      |

## Sede de la final
El 15 de septiembre de 2023, fue designado el estadio Domingo Burgueño Miguel como sede de la final. Las informaciones originales indicaban que se disputaría en el estadio Centenario, pero las autoridades de Conmebol comenzaron a ver con buenos ojos la posibilidad de trasladarlo hacia otro estadio con menor capacidad. Una delegación de la confederación recorrió las instalaciones del estadio Gran Parque Central y algunos medios locales se hicieron eco de que la valoración había sido positiva, por lo que contaba con altas chances de recibir dicho partido, pero la organización tomó la decisión de trasladar la final hacia Maldonado. Posteriormente se supo que desde Brasil solicitaron no disputar la final en Montevideo y su organización encontró positivo instalarse en Punta del Este.
El estadio recibió algunas mejoras financiadas por la Conmebol para recibir la final de la competición.

| Uruguay                      |                                 |
| Ciudad                       | Estadio                         |
| Maldonado                    | Estadio Domingo Burgueño Miguel |
|                              |                                 |
| 30 152 espectadores          |                                 |
| Final Copa Sudamericana 2023 |                                 |

## Participantes
| País              | Equipo                                                                                          | Vía de clasificación |
| ----------------- | ----------------------------------------------------------------------------------------------- | --- |
| Argentina 6 cupos | Gimnasia y Esgrima (LP) Defensa y Justicia Tigre Newell's Old Boys Estudiantes (LP) San Lorenzo | 6.º ubicado de la tabla general de la temporada 2022 7.º ubicado de la tabla general de la temporada 2022 8.º ubicado de la tabla general de la temporada 2022 9.º ubicado de la tabla general de la temporada 2022 10.º ubicado de la tabla general de la temporada 2022 11.º ubicado de la tabla general de la temporada 2022                   |
| Bolivia 4 cupos   | Oriente Petrolero Guabirá Atlético Palmaflor Blooming                                           | 5.º puesto de la tabla acumulada de la División Profesional de Bolivia 2022 6.º puesto de la tabla acumulada de la División Profesional de Bolivia 2022 7.º puesto de la tabla acumulada de la División Profesional de Bolivia 2022 8.º puesto de la tabla acumulada de la División Profesional de Bolivia 2022                                   |
| Brasil 6 cupos    | São Paulo América Mineiro Botafogo Santos Goiás Bragantino                                      | 9.º puesto del Campeonato Brasileño Serie A 2022 10.º puesto del Campeonato Brasileño Serie A 2022 11.º puesto del Campeonato Brasileño Serie A 2022 12.º puesto del Campeonato Brasileño Serie A 2022 13.º puesto del Campeonato Brasileño Serie A 2022 14.º puesto del Campeonato Brasileño Serie A 2022                                        |
| Chile 4 cupos     | Palestino Cobresal Universidad Católica Audax Italiano                                          | 4.º puesto de la Primera División de Chile 2022 5.º puesto de la Primera División de Chile 2022 6.º puesto de la Primera División de Chile 2022 7.º puesto de la Primera División de Chile 2022 |
| Colombia 4 cupos  | Deportes Tolima Junior Santa Fe Águilas Doradas                                                 | 3.er puesto de la tabla de reclasificación de la Categoría Primera A 2022 5.º puesto de la tabla de reclasificación de la Categoría Primera A 2022 6.º puesto de la tabla de reclasificación de la Categoría Primera A 2022 8.º puesto de la tabla de reclasificación de la Categoría Primera A 2022                                              |
| Ecuador 4 cupos   | Liga de Quito Emelec Deportivo Cuenca Delfín                                                    | 4.º puesto de la tabla acumulada de la Serie A de Ecuador 2022 6.º puesto de la tabla acumulada de la Serie A de Ecuador 2022 7.º puesto de la tabla acumulada de la Serie A de Ecuador 2022 8.º puesto de la tabla acumulada de la Serie A de Ecuador 2022                                                                                       |
| Paraguay 4 cupos  | Guaraní Tacuary General Caballero Sportivo Ameliano                                             | 5.º puesto de la tabla acumulada de la Primera División de Paraguay 2022 6.º puesto de la tabla acumulada de la Primera División de Paraguay 2022 7.º puesto de la tabla acumulada de la Primera División de Paraguay 2022 Campeón de la Copa Paraguay 2022                                                                                       |
| Perú 4 cupos      | Universitario Universidad César Vallejo Cienciano Deportivo Binacional                          | 5.º puesto de la tabla acumulada de la Liga1 de Perú 2022 6.º puesto de la tabla acumulada de la Liga 1 del Perú 2022 7.º puesto de la tabla acumulada de la Liga 1 del Perú 2022 8.º puesto de la tabla acumulada de la Liga 1 del Perú 2022 |
| Uruguay 4 cupos   | River Plate Peñarol Defensor Sporting Danubio                                                   | 5.º puesto de la tabla anual del Campeonato Uruguayo de Primera División 2022 6.º puesto de la tabla anual del Campeonato Uruguayo de Primera División 2022 7.º puesto de la tabla anual del Campeonato Uruguayo de Primera División 2022 8.º puesto de la tabla anual del Campeonato Uruguayo de Primera División 2022                           |
| Venezuela 4 cupos | Estudiantes de Mérida Deportivo Táchira Caracas Academia Puerto Cabello                         | 1.er puesto de la Fase Final Sudamericana A de la Primera División de Venezuela 2022 1.er puesto de la Fase Final Sudamericana B de la Primera División de Venezuela 2022 2.º puesto de la Fase Final Sudamericana A de la Primera División de Venezuela 2022 2.º puesto de la Fase Final Sudamericana B de la Primera División de Venezuela 2022 |

Notas:
1. ↑  Bolivia (BOL): Debido a que el Torneo Clausura 2022 se dio por finalizado por conflictos sociales en Bolivia, los cupos bolivianos a la Copa Sudamericana fueron distribuidos por medio de la tabla acumulada de la temporada.[22]

1. ↑  Brasil (BRA): Originalmente, el cupo estaba destinado para el 7.° puesto del Campeonato Brasileño Serie A 2022, que se clasifica a la Copa Libertadores 2023 por reasignación de cupos debido a que Flamengo fue campeón de la Copa Libertadores 2022 y la Copa de Brasil 2022.

1. ↑  Ecuador (ECU): El 5.° puesto de la tabla general de la Serie A de Ecuador 2022 fue ocupado por Barcelona, que se clasificó a la Copa Libertadores 2023 por ser el ganador de la primera etapa de la LigaPro.

1. ↑  Perú (PER): Originalmente, el cupo estaba destinado para el campeón de la Copa Bicentenario 2022, la cual fue cancelada por falta de fechas para disputar sus partidos.[30]

1. ↑  Uruguay (URU): Originalmente, los cupos Uruguay 1 y Uruguay 2 estaban destinados al campeón del Torneo Intermedio 2022 y al campeón del Torneo Apertura 2022 o del Torneo Clausura 2022 que no se clasificara a la Copa Libertadores 2023. Como Liverpool (campeón del Apertura) y Nacional (campeón del Intermedio y del Clausura) clasificaron a la Copa Libertadores 2023, estas plazas fueron liberadas a la Tabla Anual.

### Equipos transferidos desde la Copa Libertadores 2023
Los cuatro equipos perdedores de la fase 3 de la Copa Libertadores 2023 pasaron a la fase de grupos de este torneo y los ocho que ocupen el tercer puesto, en la fase de grupos del mismo torneo, disputaron las eliminatorias preliminares de octavos de final.
| Fase                                                          | Equipo                                                                                              | Vía de clasificación |
| ------------------------------------------------------------- | --------------------------------------------------------------------------------------------------- | --- |
| Fase clasificatoria 4 cupos en la Fase de grupos              | Millonarios Huracán Fortaleza Magallanes                                                            | Perdedor G1 de la fase 3 de la Copa Libertadores 2023 Perdedor G2 de la fase 3 de la Copa Libertadores 2023 Perdedor G3 de la fase 3 de la Copa Libertadores 2023 Perdedor G4 de la fase 3 de la Copa Libertadores 2023 |
| Fase de grupos 8 cupos en la eliminatoria de octavos de final | Ñublense Independiente Medellín Barcelona Sporting Cristal Corinthians Colo-Colo Libertad Patronato | 3.er puesto del grupo A de la Copa Libertadores 2023 3.er puesto del grupo B de la Copa Libertadores 2023 3.er puesto del grupo C de la Copa Libertadores 2023 3.er puesto del grupo D de la Copa Libertadores 2023 3.er puesto del grupo E de la Copa Libertadores 2023 3.er puesto del grupo F de la Copa Libertadores 2023 3.er puesto del grupo G de la Copa Libertadores 2023 3.er puesto del grupo H de la Copa Libertadores 2023 |

### Distribución geográfica de los equipos
Distribución geográfica de las sedes de los equipos participantes:

## Sorteo

### Fase preliminar
El sorteo se realizó el 21 de diciembre de 2022 a las 12:00 (UTC–3) en la sede de la Conmebol, ubicada en la ciudad de Luque, Paraguay. Ese mismo día, se sortearon las fases preliminares de la Copa Libertadores 2023. Por cada asociación miembro, hubo un bombo donde fueron ubicados los cuatro equipos pertenecientes a dichas federaciones. En los cruces ejercerá la localía en el partido único, aquel haya sido sorteado en posición impar, el cruce de los dos primeros equipos sorteados en cada bombo, recibió la asignación 1 de cada país, para la fase de grupos, el siguiente cruce con los dos equipos restantes recibió la asignación 2.
| Bombo 1                                                       | Bombo 2                                                                        | Bombo 3                                                 | Bombo 4                                                                |
| ------------------------------------------------------------- | ------------------------------------------------------------------------------ | ------------------------------------------------------- | ---------------------------------------------------------------------- |
| - Oriente Petrolero - Guabirá - Atlético Palmaflor - Blooming | - Palestino - Cobresal - Universidad Católica - Audax Italiano                 | - Deportes Tolima - Junior - Santa Fe - Águilas Doradas | - Liga de Quito - Emelec - Deportivo Cuenca - Delfín                   |
| Bombo 5                                                       | Bombo 6                                                                        | Bombo 7                                                 | Bombo 8                                                                |
| - Guaraní - Tacuary - General Caballero - Sportivo Ameliano   | - Universitario - Universidad César Vallejo - Cienciano - Deportivo Binacional | - River Plate - Peñarol - Defensor Sporting - Danubio   | - Estudiantes de Mérida - Deportivo Táchira - Caracas - Puerto Cabello |

### Fase de grupos
El sorteo de la fase de grupos se realizó el 27 de marzo de 2023, junto con el sorteo de la fase de grupos de la Copa Libertadores 2023.
Los bombos serán distribuidos según el ranking Conmebol al 16 de diciembre de 2022. Dos equipos de un mismo país no podrán encontrarse en el mismo grupo.
| Bombo 1 | Bombo 2 | Bombo 3 | Bombo 4 |
| --- | --- | --- | --- |
| - Peñarol (8) - São Paulo (9) - Santos (10) - Liga de Quito (21) - Estudiantes (LP) (23) - Emelec (29) - San Lorenzo (31) - Santa Fe (34) | - Defensa y Justicia (37) - Guaraní (41) - Bragantino (45) - Universitario (46) - Deportes Tolima (47) - Botafogo (59) - Newell's Old Boys (61) - Palestino (67) | - Oriente Petrolero (81) - Estudiantes de Mérida (96) - Danubio (103) - Tigre (108) - América Mineiro (118) - Blooming (121) - Goiás (136) - U. César Vallejo (149) | - Audax Italiano (153) - Gimnasia y Esgrima (LP) (162) - Puerto Cabello (232) - Tacuary (–) - Millonarios (57) - Huracán (58) - Fortaleza (78) - Magallanes (215) |

## Fase preliminar
Se constituyó como primera fase y se disputó por eliminación directa a partido único, entre equipos de la misma federación.
| Llave       | Fecha      | Equipo local              | Resultado    | Equipo visitante     |
| ----------- | ---------- | ------------------------- | ------------ | -------------------- |
| Bolivia 1   | 8 de marzo | Guabirá                   | 0:1          | Oriente Petrolero    |
| Bolivia 2   | 9 de marzo | Blooming                  | 6:0          | Atlético Palmaflor   |
| Chile 1     | 9 de marzo | Cobresal                  | 0:1          | Palestino            |
| Chile 2     | 7 de marzo | Audax Italiano            | 3:2          | Universidad Católica |
| Colombia 1  | 9 de marzo | Deportes Tolima           | 1:0          | Junior               |
| Colombia 2  | 8 de marzo | Águilas Doradas           | 1:2          | Santa Fe             |
| Ecuador 1   | 7 de marzo | Liga de Quito             | 4:0          | Delfín               |
| Ecuador 2   | 9 de marzo | Emelec                    | 2:1          | Deportivo Cuenca     |
| Paraguay 1  | 8 de marzo | Guaraní                   | 3:1          | Sportivo Ameliano    |
| Paraguay 2  | 7 de marzo | Tacuary                   | 2:2 (4:2 p.) | General Caballero    |
| Perú 1      | 8 de marzo | Universidad César Vallejo | 3:1          | Deportivo Binacional |
| Perú 2      | 9 de marzo | Universitario             | 2:0          | Cienciano            |
| Uruguay 1   | 8 de marzo | Defensor Sporting         | 0:0 (3:4 p.) | Danubio              |
| Uruguay 2   | 7 de marzo | River Plate               | 0:4          | Peñarol              |
| Venezuela 1 | 7 de marzo | Caracas                   | 0:1          | Puerto Cabello       |
| Venezuela 2 | 8 de marzo | Estudiantes de Mérida     | 1:1 (3:1 p.) | Deportivo Táchira    |

## Fase de grupos
Los participantes se distribuyen en ocho grupos de cuatro equipos cada uno. Los 4 perdedores de la fase 3 de la Copa Libertadores 2023 ingresaron en esta fase. Los primeros de cada grupo pasarán a los octavos de final, los segundos avanzan al play-off de octavos de final. Los criterios de clasificación son los siguientes:
1. Puntos obtenidos.
2. Diferencia de goles.
3. Mayor cantidad de goles marcados.
4. Mayor cantidad de goles marcados como visitante.
5. Ubicación en el ranking Conmebol.

|  | Equipos clasificados para los octavos de final.                |
|  | Equipos clasificados para la eliminatoria de octavos de final. |

### Grupo A
| Equipo                    | Pts. | PJ | PG | PE | PP | GF | GC | DG |
| ------------------------- | ---- | -- | -- | -- | -- | -- | -- | -- |
| Liga de Quito             | 12   | 6  | 3  | 3  | 0  | 10 | 2  | 8  |
| Botafogo                  | 10   | 6  | 2  | 4  | 0  | 10 | 5  | 5  |
| Magallanes                | 4    | 6  | 0  | 4  | 2  | 8  | 13 | –5 |
| Universidad César Vallejo | 4    | 6  | 1  | 1  | 4  | 8  | 16 | –8 |

| \| Fecha \| Lugar \| Local \| Resultado \| Visitante \| \| ----------- \| -------------- \| ------------------------- \| --------- \| ------------------------- \| \| 4 de abril \| Trujillo \| Universidad César Vallejo \| 1:2 \| Liga de Quito \| \| 6 de abril \| Rancagua \| Magallanes \| 2:2 \| Botafogo \| \| 19 de abril \| Quito \| Liga de Quito \| 4:0 \| Magallanes \| \| 20 de abril \| Río de Janeiro \| Botafogo \| 4:0 \| Universidad César Vallejo \| \| 2 de mayo \| Rancagua \| Magallanes \| 2:2 \| Universidad César Vallejo \| \| 4 de mayo \| Río de Janeiro \| Botafogo \| 0:0 \| Liga de Quito \| \| 23 de mayo \| Rancagua \| Magallanes \| 1:1 \| Liga de Quito \| \| 25 de mayo \| Trujillo \| Universidad César Vallejo \| 2:3 \| Botafogo \| \| 6 de junio \| Quito \| Liga de Quito \| 0:0 \| Botafogo \| \| 8 de junio \| Trujillo \| Universidad César Vallejo \| 3:2 \| Magallanes \| \| 29 de junio \| Río de Janeiro \| Botafogo \| 1:1 \| Magallanes \| \| 29 de junio \| Quito \| Liga de Quito \| 3:0 \| Universidad César Vallejo \| |                |                           |           |                           |
| Fecha | Lugar          | Local                     | Resultado | Visitante                 |
| 4 de abril | Trujillo       | Universidad César Vallejo | 1:2       | Liga de Quito             |
| 6 de abril | Rancagua       | Magallanes                | 2:2       | Botafogo                  |
| 19 de abril | Quito          | Liga de Quito             | 4:0       | Magallanes                |
| 20 de abril | Río de Janeiro | Botafogo                  | 4:0       | Universidad César Vallejo |
| 2 de mayo | Rancagua       | Magallanes                | 2:2       | Universidad César Vallejo |
| 4 de mayo | Río de Janeiro | Botafogo                  | 0:0       | Liga de Quito             |
| 23 de mayo | Rancagua       | Magallanes                | 1:1       | Liga de Quito             |
| 25 de mayo | Trujillo       | Universidad César Vallejo | 2:3       | Botafogo                  |
| 6 de junio | Quito          | Liga de Quito             | 0:0       | Botafogo                  |
| 8 de junio | Trujillo       | Universidad César Vallejo | 3:2       | Magallanes                |
| 29 de junio | Río de Janeiro | Botafogo                  | 1:1       | Magallanes                |
| 29 de junio | Quito          | Liga de Quito             | 3:0       | Universidad César Vallejo |

### Grupo B
| Equipo  | Pts. | PJ | PG | PE | PP | GF | GC | DG |
| ------- | ---- | -- | -- | -- | -- | -- | -- | -- |
| Guaraní | 11   | 6  | 3  | 2  | 1  | 9  | 7  | 2  |
| Emelec  | 9    | 6  | 2  | 3  | 1  | 7  | 7  | 0  |
| Danubio | 7    | 6  | 2  | 1  | 3  | 6  | 7  | –1 |
| Huracán | 5    | 6  | 1  | 2  | 3  | 7  | 8  | –1 |

| \| Fecha \| Lugar \| Local \| Resultado \| Visitante \| \| ----------- \| ------------ \| ------- \| --------- \| --------- \| \| 5 de abril \| Montevideo \| Danubio \| 2:0 \| Emelec \| \| 6 de abril \| Buenos Aires \| Huracán \| 4:1 \| Guaraní \| \| 19 de abril \| Asunción \| Guaraní \| 2:1 \| Danubio \| \| 20 de abril \| Guayaquil \| Emelec \| 1:0 \| Huracán \| \| 2 de mayo \| Buenos Aires \| Huracán \| 1:1 \| Danubio \| \| 3 de mayo \| Asunción \| Guaraní \| 1:1 \| Emelec \| \| 25 de mayo \| Montevideo \| Danubio \| 0:2 \| Guaraní \| \| 25 de mayo \| Buenos Aires \| Huracán \| 2:2 \| Emelec \| \| 7 de junio \| Guayaquil \| Emelec \| 1:1 \| Guaraní \| \| 8 de junio \| Montevideo \| Danubio \| 1:0 \| Huracán \| \| 28 de junio \| Asunción \| Guaraní \| 2:0 \| Huracán \| \| 28 de junio \| Guayaquil \| Emelec \| 2:1 \| Danubio \| |              |         |           |           |
| Fecha | Lugar        | Local   | Resultado | Visitante |
| 5 de abril | Montevideo   | Danubio | 2:0       | Emelec    |
| 6 de abril | Buenos Aires | Huracán | 4:1       | Guaraní   |
| 19 de abril | Asunción     | Guaraní | 2:1       | Danubio   |
| 20 de abril | Guayaquil    | Emelec  | 1:0       | Huracán   |
| 2 de mayo | Buenos Aires | Huracán | 1:1       | Danubio   |
| 3 de mayo | Asunción     | Guaraní | 1:1       | Emelec    |
| 25 de mayo | Montevideo   | Danubio | 0:2       | Guaraní   |
| 25 de mayo | Buenos Aires | Huracán | 2:2       | Emelec    |
| 7 de junio | Guayaquil    | Emelec  | 1:1       | Guaraní   |
| 8 de junio | Montevideo   | Danubio | 1:0       | Huracán   |
| 28 de junio | Asunción     | Guaraní | 2:0       | Huracán   |
| 28 de junio | Guayaquil    | Emelec  | 2:1       | Danubio   |

### Grupo C
| Equipo            | Pts. | PJ | PG | PE | PP | GF | GC | DG  |
| ----------------- | ---- | -- | -- | -- | -- | -- | -- | --- |
| Bragantino        | 14   | 6  | 4  | 2  | 0  | 21 | 3  | 18  |
| Estudiantes (LP)  | 14   | 6  | 4  | 2  | 0  | 14 | 1  | 13  |
| Tacuary           | 6    | 6  | 2  | 0  | 4  | 8  | 21 | –13 |
| Oriente Petrolero | 0    | 6  | 0  | 0  | 6  | 2  | 20 | –18 |

| \| Fecha \| Lugar \| Local \| Resultado \| Visitante \| \| ----------- \| ----------------------- \| ----------------- \| --------- \| ----------------- \| \| 5 de abril \| Santa Cruz de la Sierra \| Oriente Petrolero \| 0:1 \| Estudiantes (LP) \| \| 6 de abril \| Asunción \| Tacuary \| 1:4 \| Bragantino \| \| 18 de abril \| Bragança Paulista \| Bragantino \| 5:0 \| Oriente Petrolero \| \| 18 de abril \| La Plata \| Estudiantes (LP) \| 4:0 \| Tacuary \| \| 2 de mayo \| Asunción \| Tacuary \| 3:1 \| Oriente Petrolero \| \| 2 de mayo \| Bragança Paulista \| Bragantino \| 0:0 \| Estudiantes (LP) \| \| 25 de mayo \| Asunción \| Tacuary \| 0:4 \| Estudiantes (LP) \| \| 25 de mayo \| Santa Cruz de la Sierra \| Oriente Petrolero \| 0:4 \| Bragantino \| \| 7 de junio \| La Plata \| Estudiantes (LP) \| 1:1 \| Bragantino \| \| 8 de junio \| Santa Cruz de la Sierra \| Oriente Petrolero \| 1:3 \| Tacuary \| \| 28 de junio \| Bragança Paulista \| Bragantino \| 7:1 \| Tacuary \| \| 28 de junio \| La Plata \| Estudiantes (LP) \| 4:0 \| Oriente Petrolero \| |                         |                   |           |                   |
| Fecha | Lugar                   | Local             | Resultado | Visitante         |
| 5 de abril | Santa Cruz de la Sierra | Oriente Petrolero | 0:1       | Estudiantes (LP)  |
| 6 de abril | Asunción                | Tacuary           | 1:4       | Bragantino        |
| 18 de abril | Bragança Paulista       | Bragantino        | 5:0       | Oriente Petrolero |
| 18 de abril | La Plata                | Estudiantes (LP)  | 4:0       | Tacuary           |
| 2 de mayo | Asunción                | Tacuary           | 3:1       | Oriente Petrolero |
| 2 de mayo | Bragança Paulista       | Bragantino        | 0:0       | Estudiantes (LP)  |
| 25 de mayo | Asunción                | Tacuary           | 0:4       | Estudiantes (LP)  |
| 25 de mayo | Santa Cruz de la Sierra | Oriente Petrolero | 0:4       | Bragantino        |
| 7 de junio | La Plata                | Estudiantes (LP)  | 1:1       | Bragantino        |
| 8 de junio | Santa Cruz de la Sierra | Oriente Petrolero | 1:3       | Tacuary           |
| 28 de junio | Bragança Paulista       | Bragantino        | 7:1       | Tacuary           |
| 28 de junio | La Plata                | Estudiantes (LP)  | 4:0       | Oriente Petrolero |

### Grupo D
| Equipo          | Pts. | PJ | PG | PE | PP | GF | GC | DG  |
| --------------- | ---- | -- | -- | -- | -- | -- | -- | --- |
| São Paulo       | 16   | 6  | 5  | 1  | 0  | 13 | 0  | 13  |
| Tigre           | 10   | 6  | 3  | 1  | 2  | 7  | 6  | 1   |
| Deportes Tolima | 8    | 6  | 2  | 2  | 2  | 6  | 8  | –2  |
| Puerto Cabello  | 0    | 6  | 0  | 0  | 6  | 2  | 14 | –12 |

| \| Fecha \| Lugar \| Local \| Resultado \| Visitante \| \| ----------- \| --------- \| --------------- \| --------- \| --------------- \| \| 6 de abril \| Victoria \| Tigre \| 0:2 \| São Paulo \| \| 6 de abril \| Valencia \| Puerto Cabello \| 0:2 \| Deportes Tolima \| \| 18 de abril \| São Paulo \| São Paulo \| 2:0 \| Puerto Cabello \| \| 20 de abril \| Ibagué \| Deportes Tolima \| 1:2 \| Tigre \| \| 2 de mayo \| Ibagué \| Deportes Tolima \| 0:0 \| São Paulo \| \| 3 de mayo \| Valencia \| Puerto Cabello \| 0:3 \| Tigre \| \| 23 de mayo \| Valencia \| Puerto Cabello \| 0:2 \| São Paulo \| \| 24 de mayo \| Victoria \| Tigre \| 0:0 \| Deportes Tolima \| \| 6 de junio \| Victoria \| Tigre \| 2:1 \| Puerto Cabello \| \| 8 de junio \| São Paulo \| São Paulo \| 5:0 \| Deportes Tolima \| \| 27 de junio \| Ibagué \| Deportes Tolima \| 3:1 \| Puerto Cabello \| \| 27 de junio \| São Paulo \| São Paulo \| 2:0 \| Tigre \| |           |                 |           |                 |
| Fecha | Lugar     | Local           | Resultado | Visitante       |
| 6 de abril | Victoria  | Tigre           | 0:2       | São Paulo       |
| 6 de abril | Valencia  | Puerto Cabello  | 0:2       | Deportes Tolima |
| 18 de abril | São Paulo | São Paulo       | 2:0       | Puerto Cabello  |
| 20 de abril | Ibagué    | Deportes Tolima | 1:2       | Tigre           |
| 2 de mayo | Ibagué    | Deportes Tolima | 0:0       | São Paulo       |
| 3 de mayo | Valencia  | Puerto Cabello  | 0:3       | Tigre           |
| 23 de mayo | Valencia  | Puerto Cabello  | 0:2       | São Paulo       |
| 24 de mayo | Victoria  | Tigre           | 0:0       | Deportes Tolima |
| 6 de junio | Victoria  | Tigre           | 2:1       | Puerto Cabello  |
| 8 de junio | São Paulo | São Paulo       | 5:0       | Deportes Tolima |
| 27 de junio | Ibagué    | Deportes Tolima | 3:1       | Puerto Cabello  |
| 27 de junio | São Paulo | São Paulo       | 2:0       | Tigre           |

### Grupo E
| Equipo            | Pts. | PJ | PG | PE | PP | GF | GC | DG |
| ----------------- | ---- | -- | -- | -- | -- | -- | -- | -- |
| Newell's Old Boys | 16   | 6  | 5  | 1  | 0  | 11 | 4  | 7  |
| Audax Italiano    | 11   | 6  | 3  | 2  | 1  | 7  | 4  | 3  |
| Santos            | 5    | 6  | 1  | 2  | 3  | 3  | 5  | –2 |
| Blooming          | 1    | 6  | 0  | 1  | 5  | 3  | 11 | –8 |

| \| Fecha \| Lugar \| Local \| Resultado \| Visitante \| \| ----------- \| ----------------------- \| ----------------- \| --------- \| ----------------- \| \| 4 de abril \| Rancagua \| Audax Italiano \| 0:1 \| Newell's Old Boys \| \| 4 de abril \| Santa Cruz de la Sierra \| Blooming \| 0:1 \| Santos \| \| 18 de abril \| Rosario \| Newell's Old Boys \| 3:0 \| Blooming \| \| 20 de abril \| Santos \| Santos \| 0:0 \| Audax Italiano \| \| 2 de mayo \| Rosario \| Newell's Old Boys \| 1:0 \| Santos \| \| 4 de mayo \| Rancagua \| Audax Italiano \| 2:0 \| Blooming \| \| 24 de mayo \| Rancagua \| Audax Italiano \| 2:1 \| Santos \| \| 24 de mayo \| Santa Cruz de la Sierra \| Blooming \| 2:3 \| Newell's Old Boys \| \| 6 de junio \| Santos \| Santos \| 1:2 \| Newell's Old Boys \| \| 7 de junio \| Santa Cruz de la Sierra \| Blooming \| 1:2 \| Audax Italiano \| \| 29 de junio \| Rosario \| Newell's Old Boys \| 1:1 \| Audax Italiano \| \| 29 de junio \| Santos \| Santos \| 0:0 \| Blooming \| |                         |                   |           |                   |
| Fecha | Lugar                   | Local             | Resultado | Visitante         |
| 4 de abril | Rancagua                | Audax Italiano    | 0:1       | Newell's Old Boys |
| 4 de abril | Santa Cruz de la Sierra | Blooming          | 0:1       | Santos            |
| 18 de abril | Rosario                 | Newell's Old Boys | 3:0       | Blooming          |
| 20 de abril | Santos                  | Santos            | 0:0       | Audax Italiano    |
| 2 de mayo | Rosario                 | Newell's Old Boys | 1:0       | Santos            |
| 4 de mayo | Rancagua                | Audax Italiano    | 2:0       | Blooming          |
| 24 de mayo | Rancagua                | Audax Italiano    | 2:1       | Santos            |
| 24 de mayo | Santa Cruz de la Sierra | Blooming          | 2:3       | Newell's Old Boys |
| 6 de junio | Santos                  | Santos            | 1:2       | Newell's Old Boys |
| 7 de junio | Santa Cruz de la Sierra | Blooming          | 1:2       | Audax Italiano    |
| 29 de junio | Rosario                 | Newell's Old Boys | 1:1       | Audax Italiano    |
| 29 de junio | Santos                  | Santos            | 0:0       | Blooming          |

### Grupo F
| Equipo             | Pts. | PJ | PG | PE | PP | GF | GC | DG  |
| ------------------ | ---- | -- | -- | -- | -- | -- | -- | --- |
| Defensa y Justicia | 15   | 6  | 5  | 0  | 1  | 15 | 8  | 7   |
| América Mineiro    | 10   | 6  | 3  | 1  | 2  | 12 | 8  | 4   |
| Millonarios        | 10   | 6  | 3  | 1  | 2  | 10 | 7  | 3   |
| Peñarol            | 0    | 6  | 0  | 0  | 6  | 4  | 18 | –14 |

| \| Fecha \| Lugar \| Local \| Resultado \| Visitante \| \| ----------- \| ---------------- \| ------------------ \| --------- \| ------------------ \| \| 4 de abril \| Bogotá \| Millonarios \| 3:0 \| Defensa y Justicia \| \| 5 de abril \| Belo Horizonte \| América Mineiro \| 4:1 \| Peñarol \| \| 19 de abril \| Gobernador Costa \| Defensa y Justicia \| 2:1 \| América Mineiro \| \| 20 de abril \| Montevideo \| Peñarol \| 0:2 \| Millonarios \| \| 3 de mayo \| Bogotá \| Millonarios \| 1:1 \| América Mineiro \| \| 4 de mayo \| Gobernador Costa \| Defensa y Justicia \| 4:1 \| Peñarol \| \| 23 de mayo \| Belo Horizonte \| América Mineiro \| 2:3 \| Defensa y Justicia \| \| 23 de mayo \| Bogotá \| Millonarios \| 3:1 \| Peñarol \| \| 6 de junio \| Montevideo \| Peñarol \| 0:3 \| Defensa y Justicia \| \| 6 de junio \| Belo Horizonte \| América Mineiro \| 2:0 \| Millonarios \| \| 29 de junio \| Gobernador Costa \| Defensa y Justicia \| 3:1 \| Millonarios \| \| 29 de junio \| Montevideo \| Peñarol \| 1:2 \| América Mineiro \| |                  |                    |           |                    |
| Fecha | Lugar            | Local              | Resultado | Visitante          |
| 4 de abril | Bogotá           | Millonarios        | 3:0       | Defensa y Justicia |
| 5 de abril | Belo Horizonte   | América Mineiro    | 4:1       | Peñarol            |
| 19 de abril | Gobernador Costa | Defensa y Justicia | 2:1       | América Mineiro    |
| 20 de abril | Montevideo       | Peñarol            | 0:2       | Millonarios        |
| 3 de mayo | Bogotá           | Millonarios        | 1:1       | América Mineiro    |
| 4 de mayo | Gobernador Costa | Defensa y Justicia | 4:1       | Peñarol            |
| 23 de mayo | Belo Horizonte   | América Mineiro    | 2:3       | Defensa y Justicia |
| 23 de mayo | Bogotá           | Millonarios        | 3:1       | Peñarol            |
| 6 de junio | Montevideo       | Peñarol            | 0:3       | Defensa y Justicia |
| 6 de junio | Belo Horizonte   | América Mineiro    | 2:0       | Millonarios        |
| 29 de junio | Gobernador Costa | Defensa y Justicia | 3:1       | Millonarios        |
| 29 de junio | Montevideo       | Peñarol            | 1:2       | América Mineiro    |

### Grupo G
| Equipo                  | Pts. | PJ | PG | PE | PP | GF | GC | DG |
| ----------------------- | ---- | -- | -- | -- | -- | -- | -- | -- |
| Goiás                   | 12   | 6  | 3  | 3  | 0  | 7  | 3  | 4  |
| Universitario           | 10   | 6  | 3  | 1  | 2  | 6  | 5  | 1  |
| Santa Fe                | 7    | 6  | 2  | 1  | 3  | 5  | 6  | –1 |
| Gimnasia y Esgrima (LP) | 4    | 6  | 1  | 1  | 4  | 2  | 6  | –4 |

| \| Fecha \| Lugar \| Local \| Resultado \| Visitante \| \| ----------- \| -------- \| ----------------------- \| --------- \| ----------------------- \| \| 4 de abril \| Goiânia \| Goiás \| 0:0 \| Santa Fe \| \| 5 de abril \| La Plata \| Gimnasia y Esgrima (LP) \| 0:1 \| Universitario \| \| 18 de abril \| Bogotá \| Santa Fe \| 2:1 \| Gimnasia y Esgrima (LP) \| \| 20 de abril \| Lima \| Universitario \| 2:2 \| Goiás \| \| 4 de mayo \| La Plata \| Gimnasia y Esgrima (LP) \| 0:2 \| Goiás \| \| 4 de mayo \| Lima \| Universitario \| 2:0 \| Santa Fe \| \| 23 de mayo \| Goiânia \| Goiás \| 1:0 \| Universitario \| \| 23 de mayo \| La Plata \| Gimnasia y Esgrima (LP) \| 1:0 \| Santa Fe \| \| 8 de junio \| Goiânia \| Goiás \| 0:0 \| Gimnasia y Esgrima (LP) \| \| 8 de junio \| Bogotá \| Santa Fe \| 2:0 \| Universitario \| \| 28 de junio \| Bogotá \| Santa Fe \| 1:2 \| Goiás \| \| 28 de junio \| Lima \| Universitario \| 1:0 \| Gimnasia y Esgrima (LP) \| |          |                         |           |                         |
| Fecha | Lugar    | Local                   | Resultado | Visitante               |
| 4 de abril | Goiânia  | Goiás                   | 0:0       | Santa Fe                |
| 5 de abril | La Plata | Gimnasia y Esgrima (LP) | 0:1       | Universitario           |
| 18 de abril | Bogotá   | Santa Fe                | 2:1       | Gimnasia y Esgrima (LP) |
| 20 de abril | Lima     | Universitario           | 2:2       | Goiás                   |
| 4 de mayo | La Plata | Gimnasia y Esgrima (LP) | 0:2       | Goiás                   |
| 4 de mayo | Lima     | Universitario           | 2:0       | Santa Fe                |
| 23 de mayo | Goiânia  | Goiás                   | 1:0       | Universitario           |
| 23 de mayo | La Plata | Gimnasia y Esgrima (LP) | 1:0       | Santa Fe                |
| 8 de junio | Goiânia  | Goiás                   | 0:0       | Gimnasia y Esgrima (LP) |
| 8 de junio | Bogotá   | Santa Fe                | 2:0       | Universitario           |
| 28 de junio | Bogotá   | Santa Fe                | 1:2       | Goiás                   |
| 28 de junio | Lima     | Universitario           | 1:0       | Gimnasia y Esgrima (LP) |

### Grupo H
| Equipo                | Pts. | PJ | PG | PE | PP | GF | GC | DG  |
| --------------------- | ---- | -- | -- | -- | -- | -- | -- | --- |
| Fortaleza             | 15   | 6  | 5  | 0  | 1  | 17 | 5  | 12  |
| San Lorenzo           | 8    | 6  | 2  | 2  | 2  | 7  | 6  | 1   |
| Palestino             | 8    | 6  | 2  | 2  | 2  | 7  | 7  | 0   |
| Estudiantes de Mérida | 3    | 6  | 1  | 0  | 5  | 4  | 17 | –13 |

| \| Fecha \| Lugar \| Local \| Resultado \| Visitante \| \| ----------- \| ------------ \| --------------------- \| --------- \| --------------------- \| \| 4 de abril \| Mérida \| Estudiantes de Mérida \| 0:1 \| San Lorenzo \| \| 5 de abril \| Fortaleza \| Fortaleza \| 4:0 \| Palestino \| \| 18 de abril \| Rancagua \| Palestino \| 1:0 \| Estudiantes de Mérida \| \| 20 de abril \| Buenos Aires \| San Lorenzo \| 0:2 \| Fortaleza \| \| 3 de mayo \| Rancagua \| Palestino \| 0:0 \| San Lorenzo \| \| 4 de mayo \| Fortaleza \| Fortaleza \| 6:1 \| Estudiantes de Mérida \| \| 24 de mayo \| Fortaleza \| Fortaleza \| 3:2 \| San Lorenzo \| \| 25 de mayo \| Mérida \| Estudiantes de Mérida \| 1:5 \| Palestino \| \| 6 de junio \| Mérida \| Estudiantes de Mérida \| 1:0 \| Fortaleza \| \| 8 de junio \| Buenos Aires \| San Lorenzo \| 0:0 \| Palestino \| \| 27 de junio \| Buenos Aires \| San Lorenzo \| 4:1 \| Estudiantes de Mérida \| \| 27 de junio \| Rancagua \| Palestino \| 1:2 \| Fortaleza \| |              |                       |           |                       |
| Fecha | Lugar        | Local                 | Resultado | Visitante             |
| 4 de abril | Mérida       | Estudiantes de Mérida | 0:1       | San Lorenzo           |
| 5 de abril | Fortaleza    | Fortaleza             | 4:0       | Palestino             |
| 18 de abril | Rancagua     | Palestino             | 1:0       | Estudiantes de Mérida |
| 20 de abril | Buenos Aires | San Lorenzo           | 0:2       | Fortaleza             |
| 3 de mayo | Rancagua     | Palestino             | 0:0       | San Lorenzo           |
| 4 de mayo | Fortaleza    | Fortaleza             | 6:1       | Estudiantes de Mérida |
| 24 de mayo | Fortaleza    | Fortaleza             | 3:2       | San Lorenzo           |
| 25 de mayo | Mérida       | Estudiantes de Mérida | 1:5       | Palestino             |
| 6 de junio | Mérida       | Estudiantes de Mérida | 1:0       | Fortaleza             |
| 8 de junio | Buenos Aires | San Lorenzo           | 0:0       | Palestino             |
| 27 de junio | Buenos Aires | San Lorenzo           | 4:1       | Estudiantes de Mérida |
| 27 de junio | Rancagua     | Palestino             | 1:2       | Fortaleza             |

## Fase final
Se compone de cinco etapas: play-off de octavos, octavos y cuartos de final, semifinales y final. Se disputarán por eliminación directa en partidos de ida y vuelta, excepto la Final, que se jugará a partido único. Los ocho terceros de la Fase de grupos de la Copa Libertadores 2023 ingresarán en esta fase. 
Los equipos se numerarán con el fin de establecer las localías en los cruces a dos partidos, según su desempeño anterior, ocupando los primeros clasificados en la fase de grupos los ocho primeros lugares, los siguientes ocho puestos para los segundos de grupo y los transferidos de la Copa Libertadores los ocho últimos. Los de menor numeración fueron locales en el partido de vuelta.

### Tabla de primeros
| N.º | Equipo             | Pts. | PJ | PG | PE | PP | GF | GC | DG |
| --- | ------------------ | ---- | -- | -- | -- | -- | -- | -- | -- |
| 1   | São Paulo          | 16   | 6  | 5  | 1  | 0  | 13 | 0  | 13 |
| 2   | Newell's Old Boys  | 16   | 6  | 5  | 1  | 0  | 11 | 5  | 6  |
| 3   | Fortaleza          | 15   | 6  | 5  | 0  | 1  | 17 | 5  | 12 |
| 4   | Defensa y Justicia | 15   | 6  | 5  | 0  | 1  | 15 | 8  | 7  |
| 5   | Bragantino         | 14   | 6  | 4  | 2  | 0  | 21 | 3  | 18 |
| 6   | Liga de Quito      | 12   | 6  | 3  | 3  | 0  | 10 | 2  | 8  |
| 7   | Goiás              | 12   | 6  | 3  | 3  | 0  | 7  | 3  | 4  |
| 8   | Guaraní            | 11   | 6  | 3  | 2  | 1  | 9  | 7  | 2  |

### Tabla de segundos
| N.º | Equipo           | Pts. | PJ | PG | PE | PP | GF | GC | DG |
| --- | ---------------- | ---- | -- | -- | -- | -- | -- | -- | -- |
| 9   | Estudiantes (LP) | 14   | 6  | 4  | 2  | 0  | 14 | 1  | 13 |
| 10  | Audax Italiano   | 11   | 6  | 3  | 2  | 1  | 7  | 4  | 3  |
| 11  | Botafogo         | 10   | 6  | 2  | 4  | 0  | 10 | 5  | 5  |
| 12  | América Mineiro  | 10   | 6  | 3  | 1  | 2  | 12 | 8  | 4  |
| 13  | Tigre            | 10   | 6  | 3  | 1  | 2  | 7  | 6  | 1  |
| 14  | Universitario    | 10   | 6  | 3  | 1  | 2  | 6  | 5  | 1  |
| 15  | Emelec           | 9    | 6  | 2  | 3  | 1  | 7  | 7  | 0  |
| 16  | San Lorenzo      | 8    | 6  | 2  | 2  | 2  | 7  | 6  | 1  |

### Tabla de terceros de la Copa Libertadores
| N.º | Equipo                 | Pts. | PJ | PG | PE | PP | GF | GC | DG |
| --- | ---------------------- | ---- | -- | -- | -- | -- | -- | -- | -- |
| 17  | Independiente Medellín | 10   | 6  | 3  | 1  | 2  | 10 | 9  | 1  |
| 18  | Sporting Cristal       | 8    | 6  | 2  | 2  | 2  | 8  | 10 | –2 |
| 19  | Corinthians            | 7    | 6  | 2  | 1  | 3  | 7  | 6  | 1  |
| 20  | Libertad               | 7    | 6  | 2  | 1  | 3  | 6  | 7  | –1 |
| 21  | Colo-Colo              | 6    | 6  | 1  | 3  | 2  | 3  | 5  | –2 |
| 22  | Patronato              | 6    | 6  | 2  | 0  | 4  | 6  | 11 | –5 |
| 23  | Ñublense               | 5    | 6  | 1  | 2  | 3  | 3  | 10 | –7 |
| 24  | Barcelona              | 4    | 6  | 1  | 1  | 4  | 7  | 12 | –5 |

### Cuadro de desarrollo
|  | Eliminatoria de octavos de final | Eliminatoria de octavos de final | Eliminatoria de octavos de final | Eliminatoria de octavos de final | Eliminatoria de octavos de final |       |       | Octavos de final  | Octavos de final  | Octavos de final  | Octavos de final  | Octavos de final  |  |   | Cuartos de final   | Cuartos de final   | Cuartos de final   | Cuartos de final   | Cuartos de final   |  |   | Semifinales                      | Semifinales                      | Semifinales                      | Semifinales                      | Semifinales                      |  |           | Final         | Final         | Final         |  |
|  | 11 al 21 de julio                | 11 al 21 de julio                | 11 al 21 de julio                | 11 al 21 de julio                | 11 al 21 de julio                |       |       | 1 al 10 de agosto | 1 al 10 de agosto | 1 al 10 de agosto | 1 al 10 de agosto | 1 al 10 de agosto |  |   | 22 al 31 de agosto | 22 al 31 de agosto | 22 al 31 de agosto | 22 al 31 de agosto | 22 al 31 de agosto |  |   | 26 de septiembre al 4 de octubre | 26 de septiembre al 4 de octubre | 26 de septiembre al 4 de octubre | 26 de septiembre al 4 de octubre | 26 de septiembre al 4 de octubre |  |           | 28 de octubre | 28 de octubre | 28 de octubre |  |
|  |                                  |                                  |                                  |                                  |                                  |       |       |                   |                   |                   |                   |                   |  |   |                    |                    |                    |                    |                    |  |   |                                  |                                  |                                  |                                  |                                  |  |           |               |               |               |  |
|  |                                  |                                  |                                  |                                  |                                  |       |       |                   |                   |                   |                   |                   |  |   |                    |                    |                    |                    |                    |  |   |                                  |                                  |                                  |                                  |                                  |  |           |               |               |               |  |
|  |                                  |                                  |                                  |                                  |                                  |       |       |                   |                   |                   |                   |                   |  |   |                    |                    |                    |                    |                    |  |   |                                  |                                  |                                  |                                  |                                  |  |           |               |               |               |  |
|  |                                  |                                  |                                  |                                  |                                  |       |       |                   |                   |                   |                   |                   |  |   |                    |                    |                    |                    |                    |  |   |                                  |                                  |                                  |                                  |                                  |  |           |               |               |               |  |
|  |                                  |                                  |                                  |                                  |                                  |       |       |                   |                   |                   |                   |                   |  |   |                    |                    |                    |                    |                    |  |   |                                  |                                  |                                  |                                  |                                  |  |           |               |               |               |  |
|  |                                  | 3                                | Fortaleza                        | 1                                | 1                                | 2     |       |                   |                   |                   |                   |                   |  |   |                    |                    |                    |                    |                    |  |   |                                  |                                  |                                  |                                  |                                  |  |           |               |               |               |  |
|  |                                  |                                  |                                  |                                  |                                  | 2     |       |                   |                   |                   |                   |                   |  |   |                    |                    |                    |                    |                    |  |   |                                  |                                  |                                  |                                  |                                  |  |           |               |               |               |  |
|  |                                  |                                  | 20                               | Libertad                         | 0                                | 1     | 1     |                   |                   |                   |                   |                   |  |   |                    |                    |                    |                    |                    |  |   |                                  |                                  |                                  |                                  |                                  |  |           |               |               |               |  |
|  | 13                               | Tigre                            | 20                               | Libertad                         | 0                                | 1     | 1     | 1                 | 0                 | 1                 |                   |                   |  |   |                    |                    |                    |                    |                    |  |   |                                  |                                  |                                  |                                  |                                  |  |           |               |               |               |  |
|  | 13                               | Tigre                            |                                  |                                  |                                  |       |       |                   |                   | 1                 |                   |                   |  |   |                    |                    |                    |                    |                    |  |   |                                  |                                  |                                  |                                  |                                  |  |           |               |               |               |  |
|  | 20                               | Libertad                         | 2                                | 1                                | 3                                |       |       |                   |                   |                   |                   |                   |  |   |                    |                    |                    |                    |                    |  |   |                                  |                                  |                                  |                                  |                                  |  |           |               |               |               |  |
|  | 20                               | Libertad                         | 2                                | 1                                | 3                                |       |       |                   |                   |                   |                   |                   |  | 3 | Fortaleza          | 3                  | 2                  | 5                  |                    |  |   |                                  |                                  |                                  |                                  |                                  |  |           |               |               |               |  |
|  |                                  |                                  |                                  |                                  |                                  |       |       |                   |                   |                   |                   |                   |  | 3 | Fortaleza          | 3                  | 2                  | 5                  |                    |  |   |                                  |                                  |                                  |                                  |                                  |  |           |               |               |               |  |
|  |                                  |                                  | 12                               | América Mineiro                  | 1                                | 1     | 2     |                   |                   |                   |                   |                   |  |   |                    |                    |                    |                    |                    |  |   |                                  |                                  |                                  |                                  |                                  |  |           |               |               |               |  |
|  |                                  |                                  | 12                               | América Mineiro                  | 1                                | 1     | 2     |                   |                   |                   |                   |                   |  |   |                    |                    |                    |                    |                    |  |   |                                  |                                  |                                  |                                  |                                  |  |           |               |               |               |  |
|  |                                  |                                  |                                  |                                  |                                  |       |       |                   |                   |                   |                   |                   |  |   |                    |                    |                    |                    |                    |  |   |                                  |                                  |                                  |                                  |                                  |  |           |               |               |               |  |
|  |                                  |                                  |                                  |                                  |                                  |       |       |                   |                   |                   |                   |                   |  |   |                    |                    |                    |                    |                    |  |   |                                  |                                  |                                  |                                  |                                  |  |           |               |               |               |  |
|  |                                  | 5                                | Bragantino                       | 1                                | 3                                | 4 (3) |       |                   |                   |                   |                   |                   |  |   |                    |                    |                    |                    |                    |  |   |                                  |                                  |                                  |                                  |                                  |  |           |               |               |               |  |
|  |                                  |                                  |                                  |                                  |                                  | 4 (3) |       |                   |                   |                   |                   |                   |  |   |                    |                    |                    |                    |                    |  |   |                                  |                                  |                                  |                                  |                                  |  |           |               |               |               |  |
|  |                                  |                                  | 12                               | América Mineiro                  | 1                                | 3     | 4 (4) |                   |                   |                   |                   |                   |  |   |                    |                    |                    |                    |                    |  |   |                                  |                                  |                                  |                                  |                                  |  |           |               |               |               |  |
|  | 12                               | América Mineiro                  | 12                               | América Mineiro                  | 1                                | 3     | 4 (4) | 1                 | 5                 | 6                 |                   |                   |  |   |                    |                    |                    |                    |                    |  |   |                                  |                                  |                                  |                                  |                                  |  |           |               |               |               |  |
|  | 12                               | América Mineiro                  |                                  |                                  |                                  |       |       |                   |                   | 6                 |                   |                   |  |   |                    |                    |                    |                    |                    |  |   |                                  |                                  |                                  |                                  |                                  |  |           |               |               |               |  |
|  | 21                               | Colo-Colo                        | 2                                | 1                                | 3                                |       |       |                   |                   |                   |                   |                   |  |   |                    |                    |                    |                    |                    |  |   |                                  |                                  |                                  |                                  |                                  |  |           |               |               |               |  |
|  | 21                               | Colo-Colo                        | 2                                | 1                                | 3                                |       |       |                   |                   |                   |                   |                   |  |   |                    |                    |                    |                    |                    |  | 3 | Fortaleza                        | 1                                | 2                                | 3                                |                                  |  |           |               |               |               |  |
|  |                                  |                                  |                                  |                                  |                                  |       |       |                   |                   |                   |                   |                   |  |   |                    |                    |                    |                    |                    |  | 3 | Fortaleza                        | 1                                | 2                                | 3                                |                                  |  |           |               |               |               |  |
|  |                                  |                                  | 19                               | Corinthians                      | 1                                | 0     | 1     |                   |                   |                   |                   |                   |  |   |                    |                    |                    |                    |                    |  |   |                                  |                                  |                                  |                                  |                                  |  |           |               |               |               |  |
|  |                                  |                                  | 19                               | Corinthians                      | 1                                | 0     | 1     |                   |                   |                   |                   |                   |  |   |                    |                    |                    |                    |                    |  |   |                                  |                                  |                                  |                                  |                                  |  |           |               |               |               |  |
|  |                                  |                                  |                                  |                                  |                                  |       |       |                   |                   |                   |                   |                   |  |   |                    |                    |                    |                    |                    |  |   |                                  |                                  |                                  |                                  |                                  |  |           |               |               |               |  |
|  |                                  |                                  |                                  |                                  |                                  |       |       |                   |                   |                   |                   |                   |  |   |                    |                    |                    |                    |                    |  |   |                                  |                                  |                                  |                                  |                                  |  |           |               |               |               |  |
|  |                                  | 7                                | Goiás                            | 0                                | 0                                | 0     |       |                   |                   |                   |                   |                   |  |   |                    |                    |                    |                    |                    |  |   |                                  |                                  |                                  |                                  |                                  |  |           |               |               |               |  |
|  |                                  |                                  |                                  |                                  |                                  | 0     |       |                   |                   |                   |                   |                   |  |   |                    |                    |                    |                    |                    |  |   |                                  |                                  |                                  |                                  |                                  |  |           |               |               |               |  |
|  |                                  |                                  | 9                                | Estudiantes (LP)                 | 3                                | 2     | 5     |                   |                   |                   |                   |                   |  |   |                    |                    |                    |                    |                    |  |   |                                  |                                  |                                  |                                  |                                  |  |           |               |               |               |  |
|  | 9                                | Estudiantes (LP)                 | 9                                | Estudiantes (LP)                 | 3                                | 2     | 5     | 1                 | 4                 | 5                 |                   |                   |  |   |                    |                    |                    |                    |                    |  |   |                                  |                                  |                                  |                                  |                                  |  |           |               |               |               |  |
|  | 9                                | Estudiantes (LP)                 |                                  |                                  |                                  |       |       |                   |                   | 5                 |                   |                   |  |   |                    |                    |                    |                    |                    |  |   |                                  |                                  |                                  |                                  |                                  |  |           |               |               |               |  |
|  | 24                               | Barcelona                        | 2                                | 0                                | 2                                |       |       |                   |                   |                   |                   |                   |  |   |                    |                    |                    |                    |                    |  |   |                                  |                                  |                                  |                                  |                                  |  |           |               |               |               |  |
|  | 24                               | Barcelona                        | 2                                | 0                                | 2                                |       |       |                   |                   |                   |                   |                   |  | 9 | Estudiantes (LP)   | 0                  | 1                  | 1 (2)              |                    |  |   |                                  |                                  |                                  |                                  |                                  |  |           |               |               |               |  |
|  |                                  |                                  |                                  |                                  |                                  |       |       |                   |                   |                   |                   |                   |  | 9 | Estudiantes (LP)   | 0                  | 1                  | 1 (2)              |                    |  |   |                                  |                                  |                                  |                                  |                                  |  |           |               |               |               |  |
|  |                                  |                                  | 19                               | Corinthians                      | 1                                | 0     | 1 (3) |                   |                   |                   |                   |                   |  |   |                    |                    |                    |                    |                    |  |   |                                  |                                  |                                  |                                  |                                  |  |           |               |               |               |  |
|  |                                  |                                  | 19                               | Corinthians                      | 1                                | 0     | 1 (3) |                   |                   |                   |                   |                   |  |   |                    |                    |                    |                    |                    |  |   |                                  |                                  |                                  |                                  |                                  |  |           |               |               |               |  |
|  |                                  |                                  |                                  |                                  |                                  |       |       |                   |                   |                   |                   |                   |  |   |                    |                    |                    |                    |                    |  |   |                                  |                                  |                                  |                                  |                                  |  |           |               |               |               |  |
|  |                                  |                                  |                                  |                                  |                                  |       |       |                   |                   |                   |                   |                   |  |   |                    |                    |                    |                    |                    |  |   |                                  |                                  |                                  |                                  |                                  |  |           |               |               |               |  |
|  |                                  | 2                                | Newell's Old Boys                | 1                                | 0                                | 1     |       |                   |                   |                   |                   |                   |  |   |                    |                    |                    |                    |                    |  |   |                                  |                                  |                                  |                                  |                                  |  |           |               |               |               |  |
|  |                                  |                                  |                                  |                                  |                                  | 1     |       |                   |                   |                   |                   |                   |  |   |                    |                    |                    |                    |                    |  |   |                                  |                                  |                                  |                                  |                                  |  |           |               |               |               |  |
|  |                                  |                                  | 19                               | Corinthians                      | 2                                | 0     | 2     |                   |                   |                   |                   |                   |  |   |                    |                    |                    |                    |                    |  |   |                                  |                                  |                                  |                                  |                                  |  |           |               |               |               |  |
|  | 14                               | Universitario                    | 19                               | Corinthians                      | 2                                | 0     | 2     | 0                 | 1                 | 1                 |                   |                   |  |   |                    |                    |                    |                    |                    |  |   |                                  |                                  |                                  |                                  |                                  |  |           |               |               |               |  |
|  | 14                               | Universitario                    |                                  |                                  |                                  |       |       |                   |                   | 1                 |                   |                   |  |   |                    |                    |                    |                    |                    |  |   |                                  |                                  |                                  |                                  |                                  |  |           |               |               |               |  |
|  | 19                               | Corinthians                      | 1                                | 2                                | 3                                |       |       |                   |                   |                   |                   |                   |  |   |                    |                    |                    |                    |                    |  |   |                                  |                                  |                                  |                                  |                                  |  |           |               |               |               |  |
|  | 19                               | Corinthians                      | 1                                | 2                                | 3                                |       |       |                   |                   |                   |                   |                   |  |   |                    |                    |                    |                    |                    |  |   |                                  |                                  |                                  |                                  |                                  |  | Fortaleza | Fortaleza     | 1 (3)         |               |  |
|  |                                  |                                  |                                  |                                  |                                  |       |       |                   |                   |                   |                   |                   |  |   |                    |                    |                    |                    |                    |  |   |                                  |                                  |                                  |                                  |                                  |  | Fortaleza | Fortaleza     | 1 (3)         |               |  |
|  |                                  |                                  | Liga de Quito                    | Liga de Quito                    | 1 (4)                            |       |       |                   |                   |                   |                   |                   |  |   |                    |                    |                    |                    |                    |  |   |                                  |                                  |                                  |                                  |                                  |  |           |               |               |               |  |
|  |                                  |                                  | Liga de Quito                    | Liga de Quito                    | 1 (4)                            |       |       |                   |                   |                   |                   |                   |  |   |                    |                    |                    |                    |                    |  |   |                                  |                                  |                                  |                                  |                                  |  |           |               |               |               |  |
|  |                                  |                                  |                                  |                                  |                                  |       |       |                   |                   |                   |                   |                   |  |   |                    |                    |                    |                    |                    |  |   |                                  |                                  |                                  |                                  |                                  |  |           |               |               |               |  |
|  |                                  |                                  |                                  |                                  |                                  |       |       |                   |                   |                   |                   |                   |  |   |                    |                    |                    |                    |                    |  |   |                                  |                                  |                                  |                                  |                                  |  |           |               |               |               |  |
|  |                                  | 4                                | Defensa y Justicia               | 2                                | 1                                | 3     |       |                   |                   |                   |                   |                   |  |   |                    |                    |                    |                    |                    |  |   |                                  |                                  |                                  |                                  |                                  |  |           |               |               |               |  |
|  |                                  |                                  |                                  |                                  |                                  | 3     |       |                   |                   |                   |                   |                   |  |   |                    |                    |                    |                    |                    |  |   |                                  |                                  |                                  |                                  |                                  |  |           |               |               |               |  |
|  |                                  |                                  | 15                               | Emelec                           | 1                                | 0     | 1     |                   |                   |                   |                   |                   |  |   |                    |                    |                    |                    |                    |  |   |                                  |                                  |                                  |                                  |                                  |  |           |               |               |               |  |
|  | 15                               | Emelec                           | 15                               | Emelec                           | 1                                | 0     | 1     | 1                 | 0                 | 1                 |                   |                   |  |   |                    |                    |                    |                    |                    |  |   |                                  |                                  |                                  |                                  |                                  |  |           |               |               |               |  |
|  | 15                               | Emelec                           |                                  |                                  |                                  |       |       |                   |                   | 1                 |                   |                   |  |   |                    |                    |                    |                    |                    |  |   |                                  |                                  |                                  |                                  |                                  |  |           |               |               |               |  |
|  | 18                               | Sporting Cristal                 | 0                                | 0                                | 0                                |       |       |                   |                   |                   |                   |                   |  |   |                    |                    |                    |                    |                    |  |   |                                  |                                  |                                  |                                  |                                  |  |           |               |               |               |  |
|  | 18                               | Sporting Cristal                 | 0                                | 0                                | 0                                |       |       |                   |                   |                   |                   |                   |  | 4 | Defensa y Justicia | 1                  | 2                  | 3                  |                    |  |   |                                  |                                  |                                  |                                  |                                  |  |           |               |               |               |  |
|  |                                  |                                  |                                  |                                  |                                  |       |       |                   |                   |                   |                   |                   |  | 4 | Defensa y Justicia | 1                  | 2                  | 3                  |                    |  |   |                                  |                                  |                                  |                                  |                                  |  |           |               |               |               |  |
|  |                                  |                                  | 11                               | Botafogo                         | 1                                | 1     | 2     |                   |                   |                   |                   |                   |  |   |                    |                    |                    |                    |                    |  |   |                                  |                                  |                                  |                                  |                                  |  |           |               |               |               |  |
|  |                                  |                                  | 11                               | Botafogo                         | 1                                | 1     | 2     |                   |                   |                   |                   |                   |  |   |                    |                    |                    |                    |                    |  |   |                                  |                                  |                                  |                                  |                                  |  |           |               |               |               |  |
|  |                                  |                                  |                                  |                                  |                                  |       |       |                   |                   |                   |                   |                   |  |   |                    |                    |                    |                    |                    |  |   |                                  |                                  |                                  |                                  |                                  |  |           |               |               |               |  |
|  |                                  |                                  |                                  |                                  |                                  |       |       |                   |                   |                   |                   |                   |  |   |                    |                    |                    |                    |                    |  |   |                                  |                                  |                                  |                                  |                                  |  |           |               |               |               |  |
|  |                                  | 8                                | Guaraní                          | 1                                | 0                                | 1     |       |                   |                   |                   |                   |                   |  |   |                    |                    |                    |                    |                    |  |   |                                  |                                  |                                  |                                  |                                  |  |           |               |               |               |  |
|  |                                  |                                  |                                  |                                  |                                  | 1     |       |                   |                   |                   |                   |                   |  |   |                    |                    |                    |                    |                    |  |   |                                  |                                  |                                  |                                  |                                  |  |           |               |               |               |  |
|  |                                  |                                  | 11                               | Botafogo                         | 2                                | 0     | 2     |                   |                   |                   |                   |                   |  |   |                    |                    |                    |                    |                    |  |   |                                  |                                  |                                  |                                  |                                  |  |           |               |               |               |  |
|  | 11                               | Botafogo                         | 11                               | Botafogo                         | 2                                | 0     | 2     | 2                 | 1                 | 3                 |                   |                   |  |   |                    |                    |                    |                    |                    |  |   |                                  |                                  |                                  |                                  |                                  |  |           |               |               |               |  |
|  | 11                               | Botafogo                         |                                  |                                  |                                  |       |       |                   |                   | 3                 |                   |                   |  |   |                    |                    |                    |                    |                    |  |   |                                  |                                  |                                  |                                  |                                  |  |           |               |               |               |  |
|  | 22                               | Patronato                        | 0                                | 1                                | 1                                |       |       |                   |                   |                   |                   |                   |  |   |                    |                    |                    |                    |                    |  |   |                                  |                                  |                                  |                                  |                                  |  |           |               |               |               |  |
|  | 22                               | Patronato                        | 0                                | 1                                | 1                                |       |       |                   |                   |                   |                   |                   |  |   |                    |                    |                    |                    |                    |  | 4 | Defensa y Justicia               | 0                                | 0                                | 0                                |                                  |  |           |               |               |               |  |
|  |                                  |                                  |                                  |                                  |                                  |       |       |                   |                   |                   |                   |                   |  |   |                    |                    |                    |                    |                    |  | 4 | Defensa y Justicia               | 0                                | 0                                | 0                                |                                  |  |           |               |               |               |  |
|  |                                  |                                  | 6                                | Liga de Quito                    | 3                                | 0     | 3     |                   |                   |                   |                   |                   |  |   |                    |                    |                    |                    |                    |  |   |                                  |                                  |                                  |                                  |                                  |  |           |               |               |               |  |
|  |                                  |                                  | 6                                | Liga de Quito                    | 3                                | 0     | 3     |                   |                   |                   |                   |                   |  |   |                    |                    |                    |                    |                    |  |   |                                  |                                  |                                  |                                  |                                  |  |           |               |               |               |  |
|  |                                  |                                  |                                  |                                  |                                  |       |       |                   |                   |                   |                   |                   |  |   |                    |                    |                    |                    |                    |  |   |                                  |                                  |                                  |                                  |                                  |  |           |               |               |               |  |
|  |                                  |                                  |                                  |                                  |                                  |       |       |                   |                   |                   |                   |                   |  |   |                    |                    |                    |                    |                    |  |   |                                  |                                  |                                  |                                  |                                  |  |           |               |               |               |  |
|  |                                  | 1                                | São Paulo                        | 0                                | 2                                | 2     |       |                   |                   |                   |                   |                   |  |   |                    |                    |                    |                    |                    |  |   |                                  |                                  |                                  |                                  |                                  |  |           |               |               |               |  |
|  |                                  |                                  |                                  |                                  |                                  | 2     |       |                   |                   |                   |                   |                   |  |   |                    |                    |                    |                    |                    |  |   |                                  |                                  |                                  |                                  |                                  |  |           |               |               |               |  |
|  |                                  |                                  | 16                               | San Lorenzo                      | 1                                | 0     | 1     |                   |                   |                   |                   |                   |  |   |                    |                    |                    |                    |                    |  |   |                                  |                                  |                                  |                                  |                                  |  |           |               |               |               |  |
|  | 16                               | San Lorenzo                      | 16                               | San Lorenzo                      | 1                                | 0     | 1     | 1                 | 2                 | 3                 |                   |                   |  |   |                    |                    |                    |                    |                    |  |   |                                  |                                  |                                  |                                  |                                  |  |           |               |               |               |  |
|  | 16                               | San Lorenzo                      |                                  |                                  |                                  |       |       |                   |                   | 3                 |                   |                   |  |   |                    |                    |                    |                    |                    |  |   |                                  |                                  |                                  |                                  |                                  |  |           |               |               |               |  |
|  | 17                               | Ind. Medellín                    | 0                                | 0                                | 0                                |       |       |                   |                   |                   |                   |                   |  |   |                    |                    |                    |                    |                    |  |   |                                  |                                  |                                  |                                  |                                  |  |           |               |               |               |  |
|  | 17                               | Ind. Medellín                    | 0                                | 0                                | 0                                |       |       |                   |                   |                   |                   |                   |  | 1 | São Paulo          | 1                  | 1                  | 2 (4)              |                    |  |   |                                  |                                  |                                  |                                  |                                  |  |           |               |               |               |  |
|  |                                  |                                  |                                  |                                  |                                  |       |       |                   |                   |                   |                   |                   |  | 1 | São Paulo          | 1                  | 1                  | 2 (4)              |                    |  |   |                                  |                                  |                                  |                                  |                                  |  |           |               |               |               |  |
|  |                                  |                                  | 6                                | Liga de Quito                    | 2                                | 0     | 2 (5) |                   |                   |                   |                   |                   |  |   |                    |                    |                    |                    |                    |  |   |                                  |                                  |                                  |                                  |                                  |  |           |               |               |               |  |
|  |                                  |                                  | 6                                | Liga de Quito                    | 2                                | 0     | 2 (5) |                   |                   |                   |                   |                   |  |   |                    |                    |                    |                    |                    |  |   |                                  |                                  |                                  |                                  |                                  |  |           |               |               |               |  |
|  |                                  |                                  |                                  |                                  |                                  |       |       |                   |                   |                   |                   |                   |  |   |                    |                    |                    |                    |                    |  |   |                                  |                                  |                                  |                                  |                                  |  |           |               |               |               |  |
|  |                                  |                                  |                                  |                                  |                                  |       |       |                   |                   |                   |                   |                   |  |   |                    |                    |                    |                    |                    |  |   |                                  |                                  |                                  |                                  |                                  |  |           |               |               |               |  |
|  |                                  | 6                                | Liga de Quito                    | 1                                | 2                                | 3 (4) |       |                   |                   |                   |                   |                   |  |   |                    |                    |                    |                    |                    |  |   |                                  |                                  |                                  |                                  |                                  |  |           |               |               |               |  |
|  |                                  |                                  |                                  |                                  |                                  | 3 (4) |       |                   |                   |                   |                   |                   |  |   |                    |                    |                    |                    |                    |  |   |                                  |                                  |                                  |                                  |                                  |  |           |               |               |               |  |
|  |                                  |                                  | 23                               | Ñublense                         | 0                                | 3     | 3 (3) |                   |                   |                   |                   |                   |  |   |                    |                    |                    |                    |                    |  |   |                                  |                                  |                                  |                                  |                                  |  |           |               |               |               |  |
|  | 10                               | Audax Italiano                   | 23                               | Ñublense                         | 0                                | 3     | 3 (3) | 0                 | 0                 | 0                 |                   |                   |  |   |                    |                    |                    |                    |                    |  |   |                                  |                                  |                                  |                                  |                                  |  |           |               |               |               |  |
|  | 10                               | Audax Italiano                   |                                  |                                  |                                  |       |       |                   |                   | 0                 |                   |                   |  |   |                    |                    |                    |                    |                    |  |   |                                  |                                  |                                  |                                  |                                  |  |           |               |               |               |  |
|  | 23                               | Ñublense                         | 0                                | 1                                | 1                                |       |       |                   |                   |                   |                   |                   |  |   |                    |                    |                    |                    |                    |  |   |                                  |                                  |                                  |                                  |                                  |  |           |               |               |               |  |
|  | 23                               | Ñublense                         | 0                                | 1                                | 1                                |       |       |                   |                   |                   |                   |                   |  |   |                    |                    |                    |                    |                    |  |   |                                  |                                  |                                  |                                  |                                  |  |           |               |               |               |  |
|  |                                  |                                  |                                  |                                  |                                  |       |       |                   |                   |                   |                   |                   |  |   |                    |                    |                    |                    |                    |  |   |                                  |                                  |                                  |                                  |                                  |  |           |               |               |               |  |

### Eliminatoria de octavos de final
| 11 de julio, 19:00 (UTC-5) | Barcelona                 | 2:1 (1:1) | Estudiantes (LP) | Estadio Monumental, Guayaquil                     |                                                   |
|                            | Martínez 29' · Corozo 78' | Reporte   | Godoy 45+2'      | Árbitro(s): Gustavo Tejera VAR: Angelo Hermosilla | Árbitro(s): Gustavo Tejera VAR: Angelo Hermosilla |

| 18 de julio, 21:00 (UTC-3) | Estudiantes (LP)                               | 4:0 (3:0) | Barcelona | Estadio Jorge Luis Hirschi, La Plata         |                                              |
|                            | Méndez 6', 19' · Rollheiser 38' · Carrillo 48' | Reporte   |           | Árbitro(s): Wilton Sampaio VAR: Wagner Reway | Árbitro(s): Wilton Sampaio VAR: Wagner Reway |

| 13 de julio, 18:00 (UTC-4) | Ñublense | 0:0     | Audax Italiano | Estadio Ester Roa Rebolledo, Concepción       |                                               |
|                            |          | Reporte |                | Árbitro(s): Flavio de Souza VAR: Daniel Nobre | Árbitro(s): Flavio de Souza VAR: Daniel Nobre |

| 21 de julio, 18:00 (UTC-4) | Audax Italiano | 0:1 (0:0) | Ñublense   | Estadio El Teniente, Rancagua                 |                                               |
|                            |                | Reporte   | Oyarzo 50' | Árbitro(s): Facundo Tello VAR: Mauro Vigliano | Árbitro(s): Facundo Tello VAR: Mauro Vigliano |

| 12 de julio, 19:00 (UTC-3) | Patronato | 0:2 (0:0) | Botafogo                           | Estadio Presbítero Bartolomé Grella, Paraná |                                           |
|                            |           | Reporte   | Carlos Alberto 52' · Janderson 65' | Árbitro(s): Gery Vargas VAR: Andrés Cunha   | Árbitro(s): Gery Vargas VAR: Andrés Cunha |

| 19 de julio, 19:00 (UTC-3) | Botafogo         | 1:1 (1:0) | Patronato | Estadio Nilton Santos, Río de Janeiro     |                                           |
|                            | Luis Henrique 3' | Reporte   | Arce 67'  | Árbitro(s): Kevin Ortega VAR: Carlos Orbe | Árbitro(s): Kevin Ortega VAR: Carlos Orbe |

| 11 de julio, 18:00 (UTC-4) | Colo-Colo    | 2:1 (0:0) | América Mineiro | Estadio Monumental, Santiago                     |                                                  |
|                            | Gil 46', 63' | Reporte   | Alê 90+3'       | Árbitro(s): Fernando Rapallini VAR: Jorge Baliño | Árbitro(s): Fernando Rapallini VAR: Jorge Baliño |

| 18 de julio, 19:00 (UTC-3) | América Mineiro                                                  | 5:1 (3:0) | Colo-Colo    | Estadio Independência, Belo Horizonte        |                                              |
|                            | Matheusinho 6', 25' · Mastriani 21', 85' · Saldivia 90+4' (a.g.) | Reporte   | Thompson 62' | Árbitro(s): Darío Herrera VAR: Silvio Trucco | Árbitro(s): Darío Herrera VAR: Silvio Trucco |

| 13 de julio, 20:00 (UTC-4) | Libertad                       | 2:1 (0:1) | Tigre     | Estadio Defensores del Chaco, Asunción           |                                                  |
|                            | Melgarejo 51' · Ó. Cardozo 88' | Reporte   | Armoa 35' | Árbitro(s): Cristián Garay VAR: Rodrigo Carvajal | Árbitro(s): Cristián Garay VAR: Rodrigo Carvajal |

| 20 de julio, 21:00 (UTC-3) | Tigre | 0:1 (0:1) | Libertad    | Estadio José Dellagiovanna, Victoria       |                                            |
|                            |       | Reporte   | Barboza 24' | Árbitro(s): Andrés Rojas VAR: Jhon Perdomo | Árbitro(s): Andrés Rojas VAR: Jhon Perdomo |

| 11 de julio, 21:30 (UTC-3) | Corinthians        | 1:0 (0:0) | Universitario | Neo Química Arena, São Paulo                  |                                               |
|                            | Felipe Augusto 79' | Reporte   |               | Árbitro(s): Jesús Valenzuela VAR: Carlos Orbe | Árbitro(s): Jesús Valenzuela VAR: Carlos Orbe |

| 18 de julio, 19:30 (UTC-5) | Universitario     | 1:2 (0:0) | Corinthians             | Estadio Monumental, Lima                         |                                                  |
|                            | Flores 77' (pen.) | Reporte   | Maycon 70' · Ryan 90+2' | Árbitro(s): Wilmar Roldán VAR: Angelo Hermosilla | Árbitro(s): Wilmar Roldán VAR: Angelo Hermosilla |

| 12 de julio, 19:00 (UTC-5) | Sporting Cristal | 0:1 (0:0) | Emelec       | Estadio Nacional, Lima                        |                                               |
|                            |                  | Reporte   | Cevallos 52' | Árbitro(s): Raphael Claus VAR: Rodolpho Toski | Árbitro(s): Raphael Claus VAR: Rodolpho Toski |

| 19 de julio, 19:00 (UTC-5) | Emelec | 0:0     | Sporting Cristal | Estadio George Capwell, Guayaquil     |                                       |
|                            |        | Reporte |                  | Árbitro(s): Piero Maza VAR: Juan Lara | Árbitro(s): Piero Maza VAR: Juan Lara |

| 12 de julio, 19:00 (UTC-5) | Independiente Medellín | 0:1 (0:0) | San Lorenzo | Estadio Atanasio Girardot, Medellín          |                                              |
|                            |                        | Reporte   | Bareiro 67' | Árbitro(s): Alexis Herrera VAR: Rafael Traci | Árbitro(s): Alexis Herrera VAR: Rafael Traci |

| 19 de julio, 21:00 (UTC-3) | San Lorenzo                    | 2:0 (1:0) | Independiente Medellín | Estadio Pedro Bidegain, Buenos Aires             |                                                  |
|                            | Bareiro 25' (pen.), 80' (pen.) | Reporte   |                        | Árbitro(s): Anderson Daronco VAR: Rodolpho Toski | Árbitro(s): Anderson Daronco VAR: Rodolpho Toski |

### Octavos de final
| 1 de agosto, 19:00 (UTC-5) | Emelec      | 1:2 (1:0) | Defensa y Justicia          | Estadio George Capwell, Guayaquil             |                                               |
|                            | Carabalí 5' | Reporte   | Fernández 87' · Togni 90+1' | Árbitro(s): Flavio de Souza VAR: Daniel Nobre | Árbitro(s): Flavio de Souza VAR: Daniel Nobre |

| 8 de agosto, 21:00 (UTC-3) | Defensa y Justicia | 1:0 (0:0) | Emelec | Estadio Ciudad de La Plata, La Plata         |                                              |
|                            | Barbona 62'        | Reporte   |        | Árbitro(s): Wilton Sampaio VAR: Wagner Reway | Árbitro(s): Wilton Sampaio VAR: Wagner Reway |

| 2 de agosto, 19:00 (UTC-3) | Estudiantes (LP)                   | 3:0 (0:0) | Goiás | Estadio Jorge Luis Hirschi, La Plata           |                                                |
|                            | Carrillo 54' · Rollheiser 63', 84' | Reporte   |       | Árbitro(s): Andrés Rojas VAR: Rodrigo Carvajal | Árbitro(s): Andrés Rojas VAR: Rodrigo Carvajal |

| 9 de agosto, 19:00 (UTC-3) | Goiás | 0:2 (0:1) | Estudiantes (LP)              | Estadio Serra Dourada, Goiânia           |                                          |
|                            |       | Reporte   | Benedetti 5' · Rollheiser 50' | Árbitro(s): Gery Vargas VAR: Carlos Orbe | Árbitro(s): Gery Vargas VAR: Carlos Orbe |

| 3 de agosto, 21:00 (UTC-3) | América Mineiro | 1:1 (0:1) | Bragantino      | Estadio Independência, Belo Horizonte       |                                             |
|                            | Mastriani 73'   | Reporte   | Éder 41' (a.g.) | Árbitro(s): Gery Vargas VAR: Germán Delfino | Árbitro(s): Gery Vargas VAR: Germán Delfino |

| 10 de agosto, 21:00 (UTC-3) | Bragantino                                                               | 3:3 (2:2) (3:4 p.)         | América Mineiro                             | Neo Química Arena, São Paulo             |                                          |
|                             | Sorriso 5', 45+3' · Léo Ortiz 57'                                        | Reporte                    | Mastriani 45+1', 90+10' (pen.) · Éder 45+5' | Árbitro(s): Jhon Ospina VAR: Yadir Acuña | Árbitro(s): Jhon Ospina VAR: Yadir Acuña |
|                             |                                                                          | Tiros desde el punto penal |                                             |                                          |                                          |
|                             | Léo Ortiz · Lucas Evangelista · Luan Cândido · Juninho Capixaba · Borbas |                            | Mastriani · Everaldo · Éder · Júlio · Alê   |                                          |                                          |

| 3 de agosto, 19:00 (UTC-3) | San Lorenzo | 1:0 (0:0) | São Paulo | Estadio Pedro Bidegain, Buenos Aires     |                                          |
|                            | Bareiro 51' | Reporte   |           | Árbitro(s): Wilmar Roldán VAR: Juan Lara | Árbitro(s): Wilmar Roldán VAR: Juan Lara |

| 10 de agosto, 19:00 (UTC-3) | São Paulo                 | 2:0 (1:0) | San Lorenzo | Estadio Morumbi, São Paulo                     |                                                |
|                             | Calleri 45' · Luciano 67' | Reporte   |             | Árbitro(s): Esteban Ostojich VAR: Andrés Cunha | Árbitro(s): Esteban Ostojich VAR: Andrés Cunha |

| 3 de agosto, 20:00 (UTC-4) | Ñublense | 0:1 (0:0) | Liga de Quito | Estadio Ester Roa Rebolledo, Concepción    |                                            |
|                            |          | Reporte   | Guerrero 60'  | Árbitro(s): Kevin Ortega VAR: Jhon Perdomo | Árbitro(s): Kevin Ortega VAR: Jhon Perdomo |

| 10 de agosto, 19:00 (UTC-5) | Liga de Quito                              | 2:3 (1:1) (4:3 p.)         | Ñublense                                          | Estadio Rodrigo Paz Delgado, Quito                    |                                                       |
|                             | Julio 26' · González 90+1'                 | Reporte                    | Rubio 35' (pen.) · Mina 60' (a.g.) · Rivera 90+3' | Árbitro(s): Yael Falcón Pérez VAR: Hernán Mastrángelo | Árbitro(s): Yael Falcón Pérez VAR: Hernán Mastrángelo |
|                             |                                            | Tiros desde el punto penal |                                                   |                                                       |                                                       |
|                             | Guerrero · Alzugaray · Quiñónez · González |                            | Cerezo · Reyes · Rivera · Sosa · Rubio            |                                                       |                                                       |

| 1 de agosto, 18:00 (UTC-4) | Libertad | 0:1 (0:1) | Fortaleza   | Estadio Defensores del Chaco, Asunción      |                                             |
|                            |          | Reporte   | Welison 20' | Árbitro(s): Alexis Herrera VAR: Yadir Acuña | Árbitro(s): Alexis Herrera VAR: Yadir Acuña |

| 8 de agosto, 19:00 (UTC-3) | Fortaleza     | 1:1 (0:1) | Libertad     | Arena Castelão, Fortaleza                     |                                               |
|                            | Marinho 90+1' | Reporte   | Espinosa 44' | Árbitro(s): Facundo Tello VAR: Germán Delfino | Árbitro(s): Facundo Tello VAR: Germán Delfino |

| 1 de agosto, 21:30 (UTC-3) | Corinthians                          | 2:1 (0:1) | Newell's Old Boys | Neo Química Arena, São Paulo                 |                                              |
|                            | Yuri Alberto 57' (pen.) · Wesley 65' | Reporte   | Portillo 45+4'    | Árbitro(s): Gustavo Tejera VAR: Andrés Cunha | Árbitro(s): Gustavo Tejera VAR: Andrés Cunha |

| 8 de agosto, 21:30 (UTC-3) | Newell's Old Boys | 0:0     | Corinthians | Estadio Marcelo Bielsa, Rosario            |                                            |
|                            |                   | Reporte |             | Árbitro(s): Andrés Rojas VAR: Jhon Perdomo | Árbitro(s): Andrés Rojas VAR: Jhon Perdomo |

| 2 de agosto, 19:00 (UTC-3) | Botafogo                              | 2:1 (0:1) | Guaraní       | Estadio Nilton Santos, Río de Janeiro           |                                                 |
|                            | Hugo 65' · Tiquinho Soares 90' (pen.) | Reporte   | B. Benítez 3' | Árbitro(s): Andrés Matonte VAR: Leodán González | Árbitro(s): Andrés Matonte VAR: Leodán González |

| 9 de agosto, 18:00 (UTC-4) | Guaraní | 0:0     | Botafogo | Estadio Defensores del Chaco, Asunción            |                                                   |
|                            |         | Reporte |          | Árbitro(s): Felipe González VAR: Rodrigo Carvajal | Árbitro(s): Felipe González VAR: Rodrigo Carvajal |

### Cuartos de final
| 23 de agosto, 19:00 (UTC-3) | Botafogo          | 1:1 (0:0) | Defensa y Justicia | Estadio Nilton Santos, Río de Janeiro    |                                          |
|                             | Gabriel Pires 56' | Reporte   | Tripichio 78'      | Árbitro(s): Gery Vargas VAR: Carlos Orbe | Árbitro(s): Gery Vargas VAR: Carlos Orbe |

| 30 de agosto, 19:00 (UTC-3) | Defensa y Justicia | 2:1 (1:1) | Botafogo             | Estadio Florencio Sola, Banfield          |                                           |
|                             | Fernández 15', 72' | Reporte   | Bologna 45+3' (a.g.) | Árbitro(s): Jhon Ospina VAR: Jhon Perdomo | Árbitro(s): Jhon Ospina VAR: Jhon Perdomo |

| 22 de agosto, 21:30 (UTC-3) | Corinthians | 1:0 (1:0) | Estudiantes (LP) | Neo Química Arena, São Paulo                        |                                                     |
|                             | Gil 17'     | Reporte   |                  | Árbitro(s): Jesús Valenzuela VAR: Angelo Hermosilla | Árbitro(s): Jesús Valenzuela VAR: Angelo Hermosilla |

| 29 de agosto, 21:30 (UTC-3) | Estudiantes (LP)                               | 1:0 (1:0) (2:3 p.)         | Corinthians                            | Estadio Jorge Luis Hirschi, La Plata     |                                          |
|                             | Méndez 1'                                      |                            |                                        | Árbitro(s): Wilmar Roldán VAR: Juan Lara | Árbitro(s): Wilmar Roldán VAR: Juan Lara |
|                             |                                                | Tiros desde el punto penal |                                        |                                          |                                          |
|                             | Sosa · Rollheiser · Lollo · Méndez · Ascacíbar |                            | Fábio Santos · Giuliano · Vera · Rojas |                                          |                                          |

| 24 de agosto, 19:00 (UTC-3) | América Mineiro | 1:3 (0:3) | Fortaleza                           | Estadio Independência, Belo Horizonte    |                                          |
|                             | Mastriani 69'   | Reporte   | Guilherme 15', 41' · Pochettino 21' | Árbitro(s): Wilmar Roldán VAR: Juan Lara | Árbitro(s): Wilmar Roldán VAR: Juan Lara |

| 31 de agosto, 19:00 (UTC-3) | Fortaleza                   | 2:1 (1:0) | América Mineiro | Arena Castelão, Fortaleza                    |                                              |
|                             | Guilherme 22' · Marinho 66' | Reporte   | Breno 89'       | Árbitro(s): Felipe González VAR: Carlos Orbe | Árbitro(s): Felipe González VAR: Carlos Orbe |

| 24 de agosto, 17:00 (UTC-5) | Liga de Quito         | 2:1 (2:0) | São Paulo       | Estadio Rodrigo Paz Delgado, Quito        |                                           |
|                             | Julio 2' · Ibarra 25' | Reporte   | Lucas Moura 80' | Árbitro(s): Jhon Ospina VAR: Jhon Perdomo | Árbitro(s): Jhon Ospina VAR: Jhon Perdomo |

| 31 de agosto, 19:00 (UTC-3) | São Paulo                                                     | 1:0 (0:0) (4:5 p.)         | Liga de Quito                                      | Estadio Morumbi, São Paulo                     |                                                |
|                             | Arboleda 77'                                                  | Reporte                    |                                                    | Árbitro(s): Alexis Herrera VAR: Gustavo Tejera | Árbitro(s): Alexis Herrera VAR: Gustavo Tejera |
|                             |                                                               | Tiros desde el punto penal |                                                    |                                                |                                                |
|                             | Calleri · Rodríguez · Lucas Moura · Beraldo · Wellington Rato |                            | Guerrero · Alzugaray · Martínez · Quiñónez · Julio |                                                |                                                |

### Semifinales
| 26 de septiembre, 21:30 (UTC-3) | Corinthians      | 1:1 (1:1) | Fortaleza      | Neo Química Arena, São Paulo                      |                                                   |
|                                 | Yuri Alberto 40' | Reporte   | Zé Welison 22' | Árbitro(s): Esteban Ostojich VAR: Leodán González | Árbitro(s): Esteban Ostojich VAR: Leodán González |

| 3 de octubre, 21:30 (UTC-3) | Fortaleza                    | 2:0 (0:0) | Corinthians | Arena Castelão, Fortaleza                   |                                             |
|                             | Yago Pikachu 49' · Tinga 55' | Reporte   |             | Árbitro(s): Andrés Rojas VAR: Nicolás Gallo | Árbitro(s): Andrés Rojas VAR: Nicolás Gallo |

| 27 de septiembre, 17:00 (UTC-5) | Liga de Quito                 | 3:0 (2:0) | Defensa y Justicia | Estadio Rodrigo Paz Delgado, Quito          |                                             |
|                                 | Guerrero 17', 42' · Piovi 88' | Reporte   |                    | Árbitro(s): Raphael Claus VAR: Rafael Traci | Árbitro(s): Raphael Claus VAR: Rafael Traci |

| 4 de octubre, 19:00 (UTC-3) | Defensa y Justicia | 0:0     | Liga de Quito | Estadio Néstor Díaz Pérez, Lanús              |                                               |
|                             |                    | Reporte |               | Árbitro(s): Piero Maza VAR: Ángelo Hermosilla | Árbitro(s): Piero Maza VAR: Ángelo Hermosilla |

### Final
| 28 de octubre, 17:00 (UTC-3) | Fortaleza                                                         | 1:1 (1:1, 0:0) (t. s.)(3:4 p.) | Liga de Quito                                              | Estadio Domingo Burgueño Miguel, Maldonado                                     |                                                                                |
|                              | Lucero 48'                                                        | Reporte                        | Alzugaray 56'                                              | Asistencia: 27 420 espectadores Árbitro(s): Jesús Valenzuela VAR: Jorge Baliño | Asistencia: 27 420 espectadores Árbitro(s): Jesús Valenzuela VAR: Jorge Baliño |
|                              |                                                                   | Tiros desde el punto penal     |                                                            |                                                                                |                                                                                |
|                              | Galhardo · Yago Pikachu · Romero · Tinga · Pedro Augusto · Brítez |                                | Guerrero · Alzugaray · Martínez · Julio · Alvarado · Piovi |                                                                                |                                                                                |

|                                  |
| Bandera de Ecuador               |
| Campeón Liga de Quito 2.º título |

## Estadísticas

### Goleadores
| Jugador             | Club               | Goles | Part. |
| ------------------- | ------------------ | ----- | ----- |
| Gonzalo Mastriani   | América Mineiro    | 9     | 12    |
| Nicolás Fernández   | Defensa y Justicia | 8     | 12    |
| Adam Bareiro        | San Lorenzo        | 6     | 9     |
| Federico Santander  | Guaraní            | 6     | 9     |
| Benjamín Rollheiser | Estudiantes (LP)   | 6     | 11    |

### Asistentes
| Jugador           | Club               | Asistencias |
| ----------------- | ------------------ | ----------- |
| Gastón Togni      | Defensa y Justicia | 6           |
| Eduardo Sasha     | Bragantino         | 4           |
| Leonardo Godoy    | Estudiantes (LP)   | 4           |
| Emmanuel Martínez | América Mineiro    | 4           |
| Rafinha           | Blooming           | 4           |
| Alexis Soto       | Defensa y Justicia | 4           |

### Equipo Ideal
| Equipo Ideal 2023 | Equipo Ideal 2023   | Equipo Ideal 2023  |
| Pos.              | Futbolista          | Equipo             |
| ----------------- | ------------------- | ------------------ |
| Guardameta        | Alexander Domínguez | Liga de Quito      |
| Defensa           | Leonel Quiñónez     | Liga de Quito      |
| Defensa           | Ricardo Adé         | Liga de Quito      |
| Defensa           | Tinga               | Fortaleza          |
| Centrocampista    | Zé Welison          | Fortaleza          |
| Centrocampista    | Ezequiel Piovi      | Liga de Quito      |
| Centrocampista    | Mauricio Martínez   | Liga de Quito      |
| Centrocampista    | Marinho             | Fortaleza          |
| Delantero         | Nicolás Fernández   | Defensa y Justicia |
| Delantero         | Paolo Guerrero      | Liga de Quito      |
| Delantero         | Gonzalo Mastriani   | América Mineiro    |

- Luis Zubeldía recibió el Premio al Mejor Entrenador de la Copa Sudamericana 2023